# Église Notre-Dame de Tauves
L'église Notre-Dame de la Nativité de Tauves est une église catholique française située à Tauves, dans le Puy-de-Dôme.

## Localisation
L'église est située au centre du village de Tauves, en Artense.

## Historique
L'édifice a été classé au titre des monuments historiques le 11 février 1908.

## Galerie

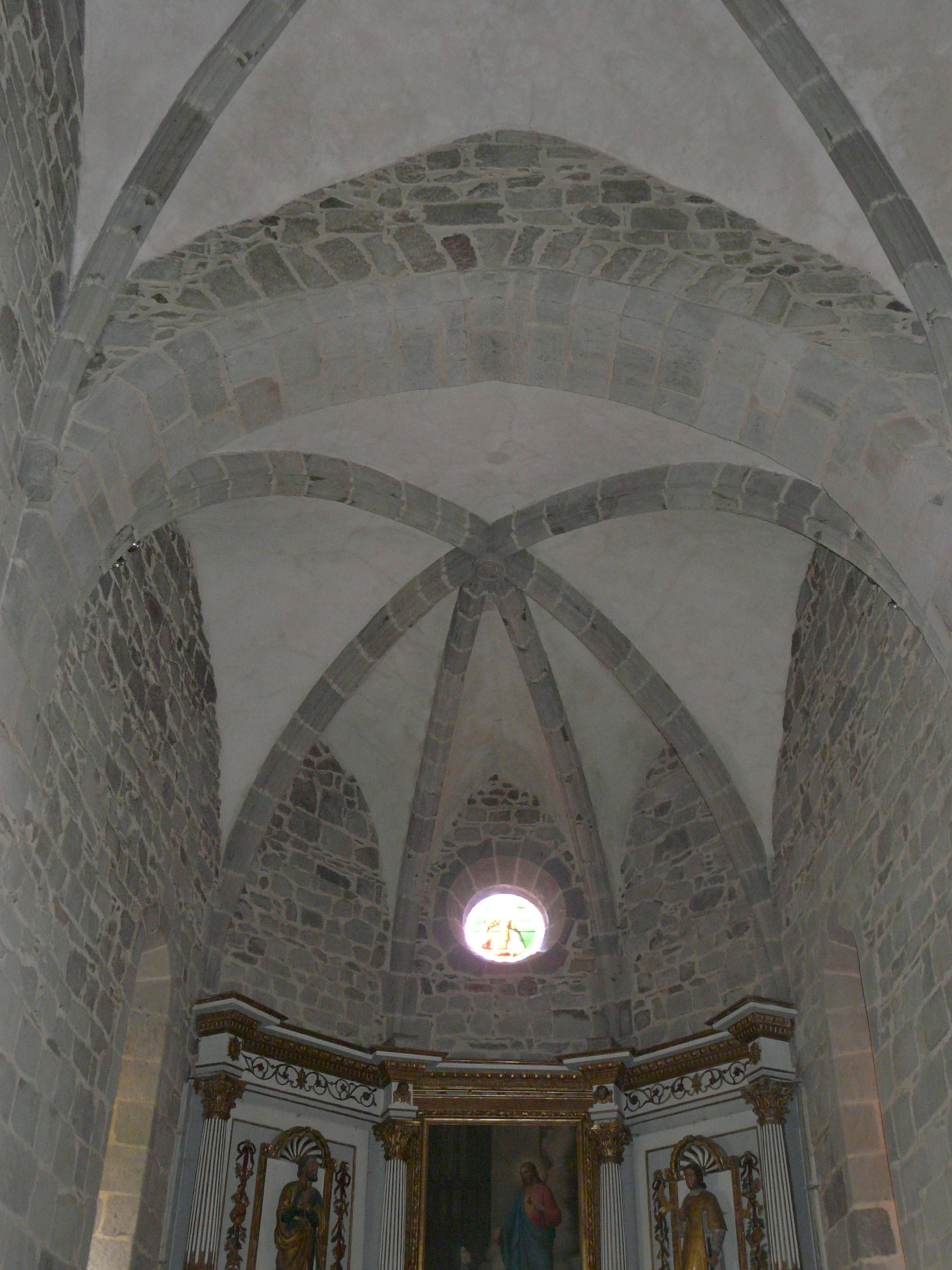
Plafond du chœur.
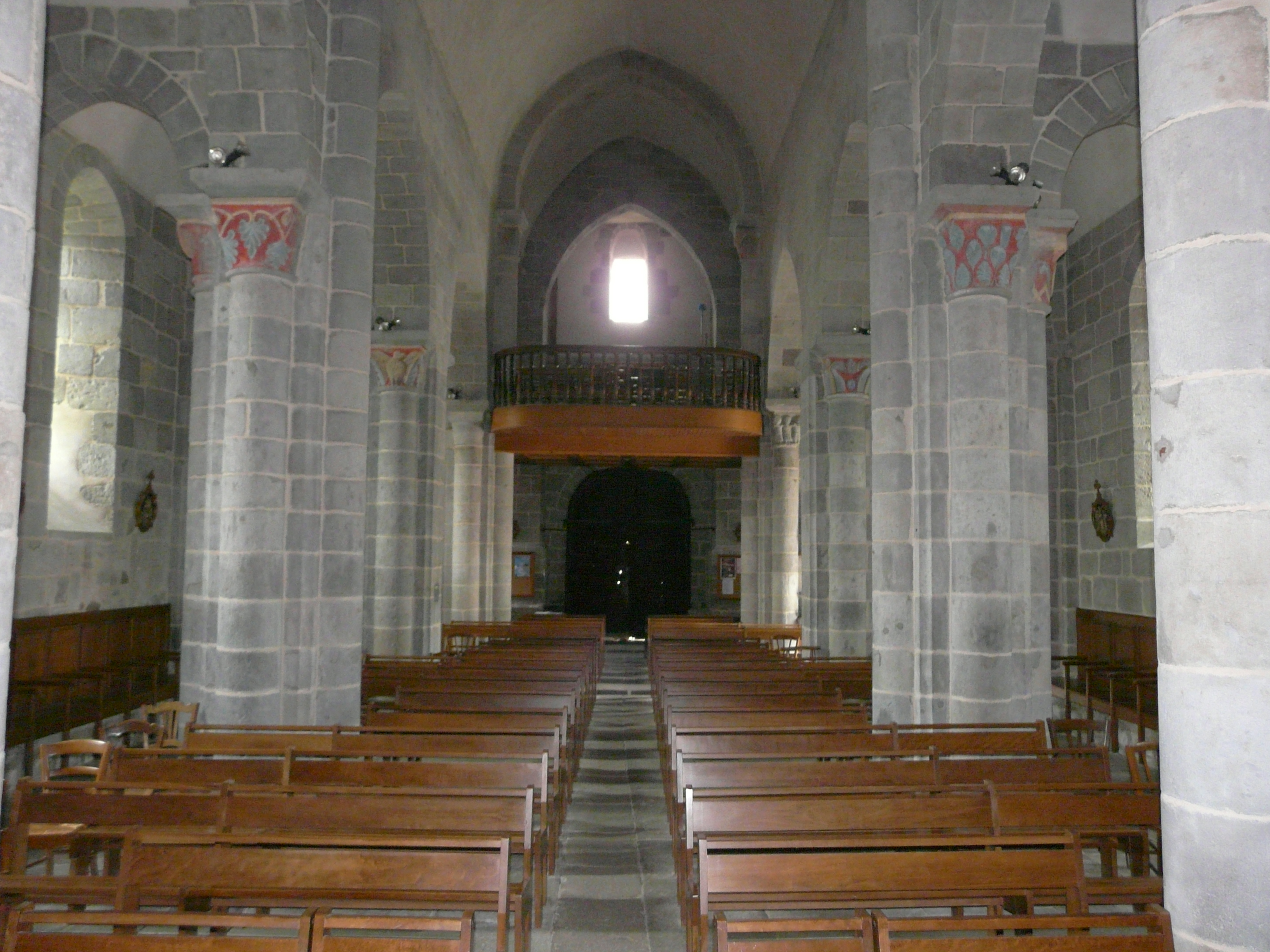
Nef.
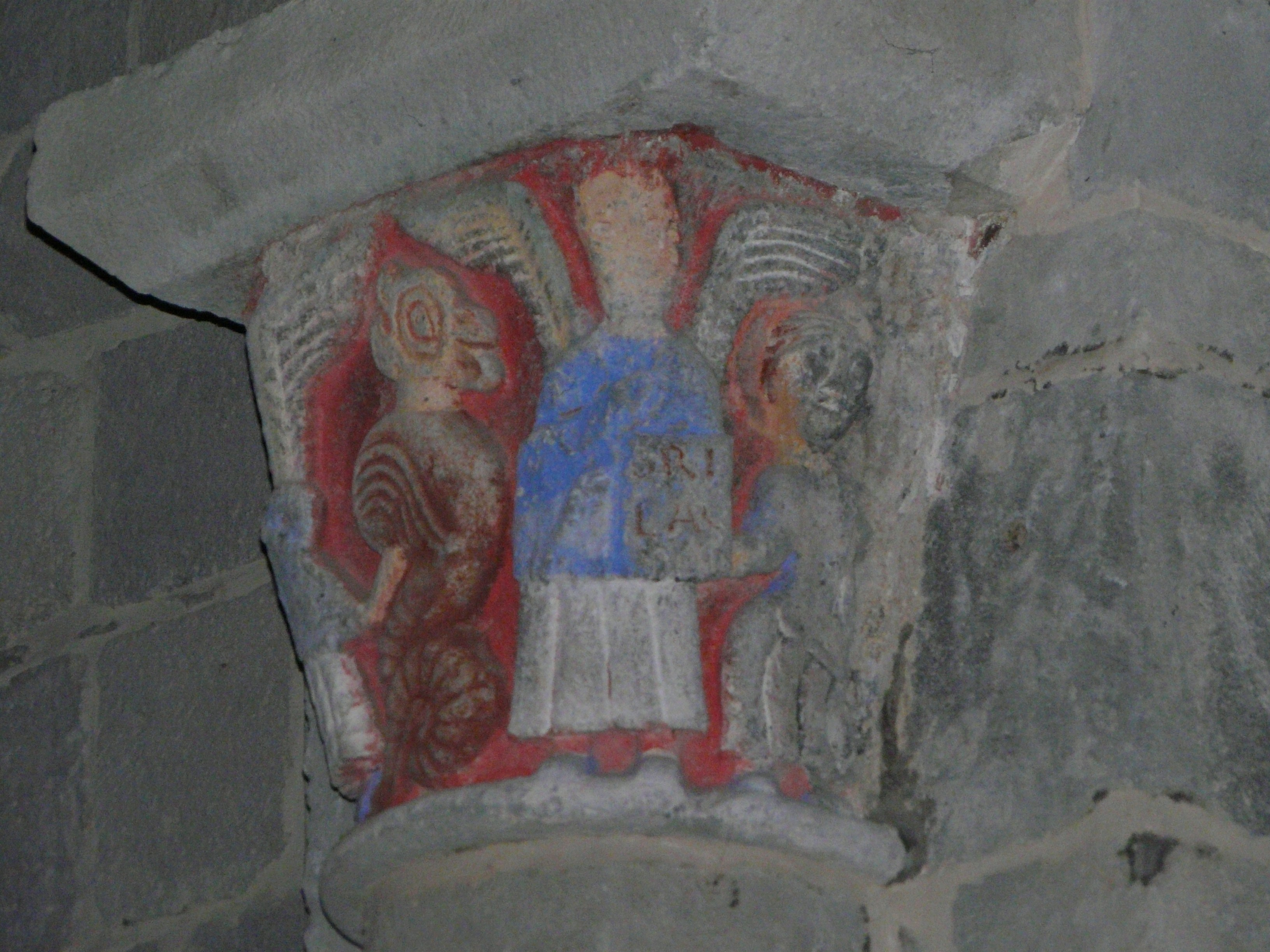
Un chapiteau.
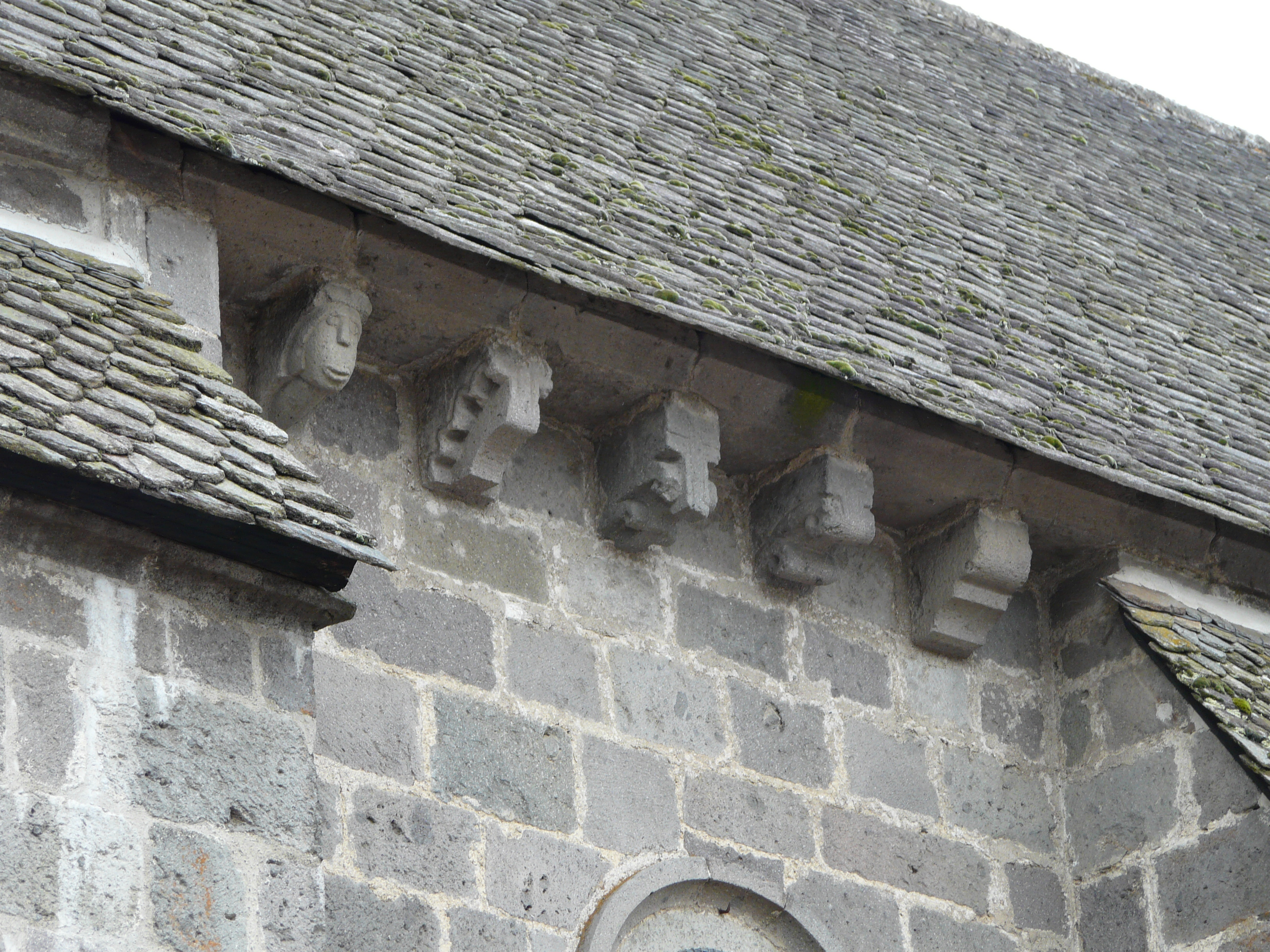
Modillons.
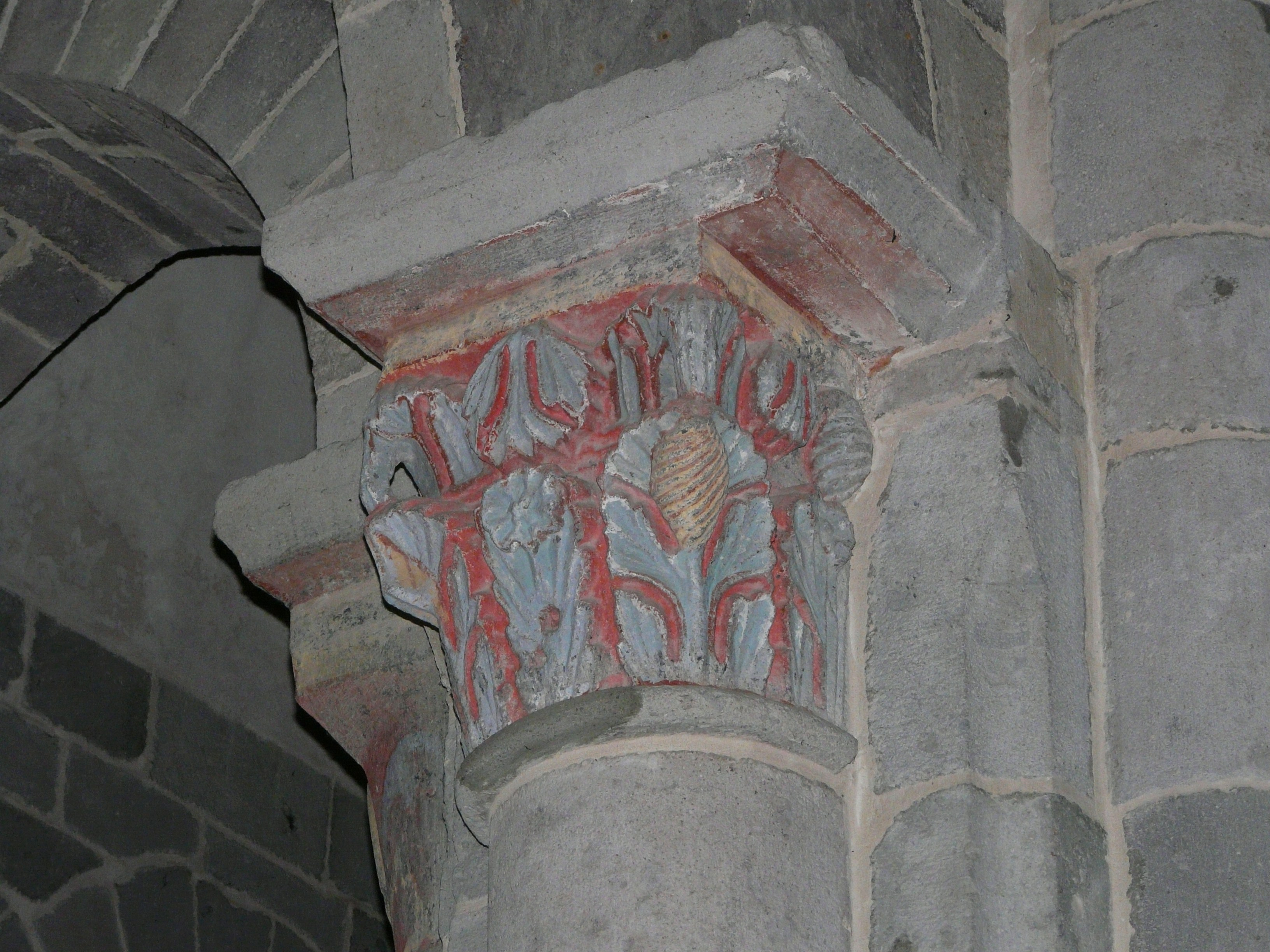
Un chapiteau.